# Hełm wz. 28

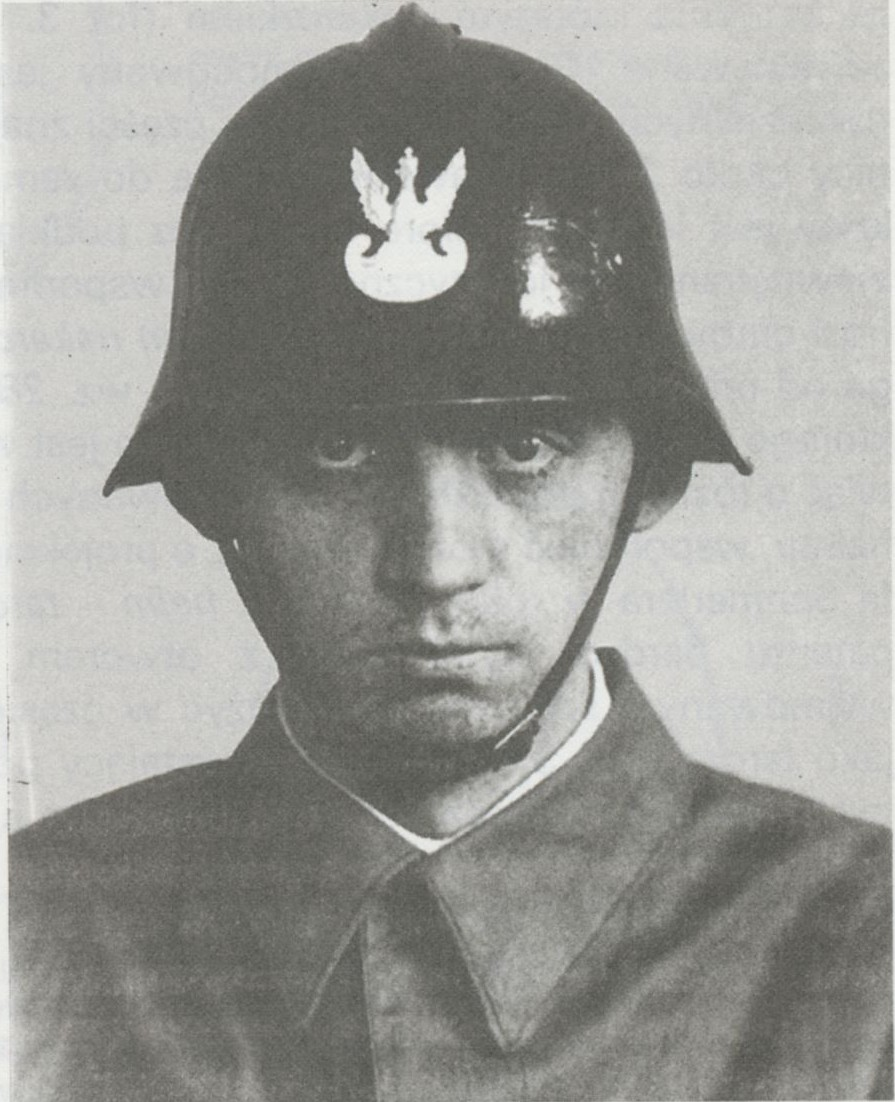
Hełm wz. 28

Hełm wz. 28 – polski próbny stalowy hełm.

## Historia powstania
Do prac nad własnym wzorem hełmu polskie władze wojskowe przystąpiły już w 1919 roku i od tego czasu trwały prace koncepcyjne. Pierwszy projekt polskiego hełmu opracował por. Mikołaj Wisznicki. Drugi zgłoszony w 1920 roku władzom wojskowym należał do polskiego emigranta w USA Piotra Blaszka. Oba projekty odrzucono. Po wielu dyskusjach i analizach w 1921 roku Departament III Artylerii i Uzbrojenia ogłosił konkurs na nowy projekt hełmu dla WP. Za zajęcie I miejsca w konkursie oferowano 25 000 mkp, za II 15 000 mkp. W międzyczasie Ministerstwo Sztuki i Kultury po wcześniejszej krytyce pomysłu wyłonienia projektu polskiego hełmu w otwartym konkursie dokooptowało do składu komisji konkursowej swojego naczelnika Eligiusza Niewiadomskiego, późniejszego zabójcę Prezydenta RP Gabriela Narutowicza.
Na konkurs nadesłano 6 prac (10 - według Wielkiego Leksykonu Uzbrojenia). Pierwszą nagrodę zdobył inż. Józef Tuliszkowski za projekt „Omega”, drugą Fabryka Maszyn i Narzędzi Rolniczych „Sarmata” z Tomaszowa Rawskiego. Wyróżniony został także drugi zgłoszony projekt „Atak” tego samego autora i zdobywcy pierwszego miejsca inż. J. Tuliszkowskiego, który wiele lat później ze zmianami posłużył za wzór dla dwóch hełmów: wz. 28 OPL i wz. 35. W odróżnieniu od pozostałych nadesłanych prac Tuliszkowski zaproponował hełm jednoczęściowy. 
Na kolejnym zebraniu Komisji w dniu 5 grudnia 1921 roku rozgorzała dyskusja nad wybranymi projektami, zarzucano im m.in. nieestetyczny wygląd czy duży ciężar. Postanowiono jednak dopracować kształt hełmu na podstawie zgłoszonych wzorów. 
12 grudnia 1922 roku Komisja Hełmowa do dalszych prac w nieco zmienionej formie przyjęła projekt hełmu nagrodzony I nagrodą. 
W toku dalszych prac nad projektem polskiego hełmu wynikły m.in. problemy ze zdobyciem odpowiedniej blachy, w grę wchodził tylko import, ponieważ polskie przedsiębiorstwa nie były w stanie zapewnić produktu o odpowiednich parametrach. W maju i wrześniu 1923 roku zdobyte w ten sposób blachy poddano ostrzelaniu. Ustalono także, że hełm w swojej formie powinien przypominać hełm niemiecki, od którego ma go odróżniać usytuowanie wentylacji w górnej części czerepu. Postanowiono jednak zlecić wykonanie trzech próbnych wzorów hełmu z wentylacją w postaci otworów bocznych oraz z wentylacją z góry i z boku. Na podstawie zgłoszonych zmian firma Dom Przemosłowo-Handlowy i Rolniczy Dr Ludwik Zieliński wykonała pierwsze 15 sztuk nowego hełmu ze zwyczajnej blachy. Jego masa wynosiła 1300 g. 
Po obejrzeniu gotowych egzemplarzy do dalszych prac Komisja skierowała hełmy z wentylacją boczną. Następnie hełmy przekazano do oceny i testów do Centralnej Szkoły Wojskowej Gimnastyki i Sportu w Poznaniu. Tam nowy hełm zaopiniowano pozytywnie, sugerując zmiany w wyposażeniu wewnętrznym. W 1924 hełm trafił na kolejne testy do Baonu Manewrowego Doświadczalnego Centrum Wyszkolenia w Rembertowie, gdzie hełm uzyskał ocenę negatywną na co wpływ miało wadliwie wykonane wyposażenie wewnętrzne (podczas testów bojowych hełm spadał żołnierzom z głowy). 
Mimo to Departament Uzbrojenia w firmie „Dr Ludwik Zieliński” zamówił kolejne 5 hełmów tym razem z właściwej blachy. Przedsiębiorstwo jednak odpowiedziało odmownie tłumacząc się brakiem odpowiednich pras i pieców hartowniczych. 
W związku ze słabością polskiego przemysłu i niemożnością wyprodukowania na terenie kraju stali szlachetnej o odpowiednich parametrach prace nad hełmem wróciły do punktu wyjścia.
W tym samym czasie trwały także pogłębione dyskusje w polskiej armii nad zasadnością używania samego hełmu jako nakrycia głowy żołnierza. Kadra oficerska z zachodu kraju opowiadała się za zasadnością jego użycia natomiast głównie kawalerzyści i artylerzyści ze wschodu optowali za usunięciem hełmu z ekwipunku żołnierza jako zbędny przeżytek wojny pozycyjnej. 
W 1924 roku rozwiązano Komisję Hełmową, doceniając jej pracę. Jednak zmodyfikowany projekt hełmu typu „Omega” odrzucono. Dalsze prace nad polskim hełmem przejął Departament III Artylerii i Uzbrojenia Sztabu Generalnego. 
Na własną rękę firma „Dr Ludwik Zieliński” stworzyła jednak swój projekt hełmu wzorowany na niemieckim, zaopatrzony dodatkowo w grzebień i to właśnie ten model 31 lipca 1925 roku KSUS (Komitet ds. Uzbrojenia i Sprzętu) przyjął jako hełm dla piechoty i artylerii. 
Nowy model hełmu Departament Piechoty wysłał na testy do: C.S.S. w Toruniu, 21. pp i 56. pp, gdzie trafiły do podoficerów i szeregowych.

## Budowa
Hełm firmy „Dr Ludwik Zieliński” zwany następnie hełmem wz. 28 był to hełm głęboki z podcięciem i mocno zarysowanymi nausznikami. Na części zewnętrznej dzwonu umieszczony był grzebień podobnie jak w hełmach francuskich, prawdopodobnie grzebienie pochodziły z rozmontowanych hełmów Adrian. Także zastosowana wentylacja umieszczona w górnej części czerepu była na wzór francuski.
Hełmy wz. 28 malowane były lakierem koloru ciemnego khaki, natomiast na ich przodzie umieszczony był orzeł wojskowy wz. 1919, montowany na dwa wąsy. 
Hełmy wz. 28 występował w dwóch wersjach, z długim i krótkim nakarczkiem. 

## Produkcja
Warszawskie Towarzystwo Fabryk Metalowych i Emaliowanych Wulkan w Warszawie na przełomie lat 1927–28 prawdopodobnie wyprodukowało tylko jedną partię 500 egzemplarzy hełmu wz. 28, były to hełmy ze zwykłej blachy z dwoma typami fasunku: niemieckim i francuskim. Prowadzono także dalsze prace nad ulepszeniem stali na hełmy. Ostatecznie hełm jednak nie wszedł do masowej produkcji. 

## Użytkownicy
Oprócz ww. jednostek, które dostały hełm do testów wyprodukowaną partię przekazano niektórym oddziałom reprezentacyjnym WP, gdzie był w użyciu do lat 30. XX wieku.